# Meunasah Mamplam
Meunasah Mamplam is een bestuurslaag in het regentschap Bireuen van de provincie Atjeh, Indonesië. Meunasah Mamplam telt 1172 inwoners (volkstelling 2010).